# 성전사 단바인
《성전사 단바인》(일본어: 聖戦士ダンバイン) 또는 성전사 던바인은 1983년(쇼와(昭和)58년) 2월 5일부터 1984년(쇼와(昭和)59년) 1월 21일까지, 나고야(名古屋) TV 방송에서 매주 토요일 17:30-18:00에 전 49화가 방영된, 일본 선라이즈(현 선라이즈)에서 제작한 로봇 애니메이션이다.

## 개요
작품 타이틀이 되어 있는 단바인이란, 주인공 쇼 자마 등 성전사와 불리는 파일럿이 탑승하는, 곤충을 모티프로 한 기괴한 로봇(오라 배틀러)다. 1977년 10월 8일 '무적초인 점보트3'를 시작으로 전개되던, 스폰서 클로버의 '애니메이션 로봇 시리즈'의 7번째 작품이자 최종작이다.(이 작품의 종영 직후 방영된 '중전기 엘가임'부터는 '애니메이션 로봇 시리즈'에 포함되지 않는다.)
중세 유럽을 닮은 이세계 바이스톤 웰을 무대로 하는 등, 새 장르에 도전한 의욕적인 내용의 작품으로, 전작 '전투메카 자붕글'과 마찬가지로 미야자키 하야오를 의식했다. 감독인 토미노 요시유키(富野由悠季)는 본 작을 "'나우시카'와 맞부딪쳐, '나우시카'를 짓밟아버리자" 라고 했다고 한다. 후쿠이 하루토시(福井晴敏)는 본 작을 '일본 애니메이션계의 디즈니랜드', 이즈부치 유타카(出淵裕)는 '토미노(富野) 판 나우시카'라고 평하였다.
본 작에 등장하는 메카닉도, 7m전후로 소형인데다 곡선을 많이 사용한 생물적 인상을 짙게 가지는 등, 이전까지의 로봇 애니메이션에 등장한 거대 로봇 애니메이션과는 선을 긋는 작품이다. 미야타케 가즈타카(宮武一貴)에 의하면 소형화한 이유는, 토미노가 로봇과 사람의 피겨 세트 판매를 생각하고 있었기 때문인 것으로, 피겨의 얼굴이 주인공이라고 판별할 수 있을 만큼의 크기이다. 그래서 로봇을 거대하게 설정하면 상품화가 곤란한 사이즈가 되어버렸다.
당시 일본에서는 아직 판타지적 세계관이 일반적으로 널리 알려져 있지 않은 시기이므로 그러한 시도는 당연히 시청자들에게 받아 들여질리 없었고, 결국 후반부에서는 노선을 변경하여 무대를 판타지세계가 아닌 지상세계로 옮겨지게 된다. 또 당시의 조형 기술로는 복잡한 곡선으로 구성되어 있는 오라 배틀러는 장난감화, 플라모델(plastic model)화가 어려우며, 곤충을 모티프로 한 디자인 자체도 어린이에게는 엄청난 무서움의 대상이 되었으므로, 상업면에서도 엄청나게 부진한 채 종영되었다. 미야타케에 의하면 '(곤충은) 우리들의 어렸을 때는 아주 친숙했다'라고 하지만, 스탭들도 생각조차도 못했다고 한다. 미야타케는 같은 시기인 1983년 1월에 '초시공세기 오거스'에서도 곡면 위주의 주역 메카니즘 디자인을 시도하고 있었는데, 마찬가지로 상업적으로나 시청률면으로나 모두 부진했다. 또한 미야타케는 '오거스' 작업 때문에 본 작에서는 조속하게 강판하고, 이후는 이즈부치 유타카가 이어받고 있지만, 후반의 주역 메카닉 빌바인은 스폰서의 요구사항을 기초로 미야타케가 물러나고 코가와 토모노리(湖川友謙)가 손대게 된다.
그래도, 당시의 애니메이션 팬 사이에서는 포스트 건담으로, 계속해서 톱 클래스의 인기를 자랑하고, 각 애니메이션지에서 빈번하게 특집으로 다루고 있었다. 애니메이션 방영과 병행해, 토미노가 스스로 '야성시대'에 연재한 바이스톤 웰을 무대로 하는 소설 '린의 날개'도 히트하고, '현대용어의 기초지식'에서, 토미노가, 라이트 노벨즈작가의 한명으로 꼽힐 수 있을 만큼의 화제가 되었다.
어린 층으로부터는 경원된 오라 배틀러의 생물적 디자인도, 모델러를 중심으로 한 비교적 고연령층으로부터는 절대적 지지를 모았다. 방영 종료 이후에도 현재에 이르기까지 인기는 약해지지 않고, 창고(garage) 킷이나 액션 피겨가 계속해서 출시되고 있다.
바이스톤 웰의 세계관은 팬 사이에서는 대체로 대부분 공유되고 있어서, TV시리즈의 후일담인 OVA '성전사 단바인 새로운 이야기'나, 바이스톤 웰을 무대로 한 패럴렐 스토리로서 '가제이의 날개' '린의 날개'가 OVA로 제작되는등, 현재에서도 뿌리 깊은 인기를 가진다.
1990년 이후로는 '슈퍼로봇대전 시리즈'에서도 등장하였으며, 2000년에는 플레이 스테이션으로 '성전사 단바인 성전사 전설'이 시판되었다.

## 줄거리
육지와 바다의 사이에 존재하는, 윤회하는 혼의 휴식과 수련의 장소로 여겨지는 이세계 바이스톤 웰. 사람의 생체 에너지라고도 할 수 있는 '오라력'으로 형성되는 세계다. 작은 요정의 모습을 한 미 페라리오와 성체인 에 페라리오, 중세 유럽적인 봉건제 국가군을 형성하는 코몬 (인간), 야만족 가로우 랑 등이 각각의 세력권에서, 서로 영향을 주면서 생활하고 있다. 보통은 죽음과 탄생 이외의 방법으로 지상 세계와 왕래하는 것이 불가능하지만, 에 페라리오의 힘에 의해서나 큰 사고 등의 돌발 상황에 의해 우연히 열리는 오라 로드를 통과하는 것에 의해, 드물게 가능할 수 있다.

어느 날, 아 나라의 지방 영주 드레이크 루프트의 밑으로, 지상인 (다시 말해 '현실세계'의 사람)인 천재 과학자 쇼트 웨폰이 나타난다. 로봇 공학에 밝은 쇼트는, 바이스톤 웰 고유의 오라력에 착안해서, 그것을 에너지원으로 구동하는 오라 머신을 개발, '기계'를 바이스톤 웰에 처음으로 가져왔다. 당초는 말을 대신하는 이동 수단 정도의 물건이었지만, 서서히 군사적으로 이용을 확대, 드디어, 그 땅에 서식하는 거대한 짐승의 갑각을 외장으로 두르고, 내장된 인공 근육을 전자 제어에 의해 구동하는, 인간형 병기오라 배틀러가 개발되었다. 드레이크는 오라 머신의 압도적인 힘을 깨닫고, 바이스톤 웰 전체를 제패하려는 야망을 품었다. 그는 우선, 포획한 에 페라리오인 실키 마우에게 오라 로드를 열게 해, 지상인 토드 기네스, 토카막 로브스키, 쇼 자마의 3명을 소환하고, 그들을 3대의 신형 오라 배틀러 단바인의 파일럿인 '성전사'로서 휘하에 둔다. 쇼는 갑작스럽게 오게 된 이 세계에 혼란하면서, 시키는 대로 당면한 대항 세력인 기븐 가와의 전투를 거듭하고 있었지만, 드레이크의 딸 리므르 루프트나 기븐 가 측의 지상인 마벨 프로즌의 설득에 의해 드레이크의 본심을 깨닫고, 단바인과 함께 탈출, 오라 쉽 젤러나를 지휘하는 기븐 가의 장남, 니 기븐 밑에 몸을 의탁한다.
드레이크는 기술 향상·머신 양산을 위해서 오라 배틀러 및 그 기술을 타국에 수출했다. 결과로서 드레이크는 막대한 군자금을 얻었지만, 아 이외의 나라들도 오라 머신과 그 기술을 손에 넣게 된다. 각국에 의한 거대 오라 배틀 쉽의 건조도 잇따르고, 전란은 보다 대규모로 변했다.
페라리오의 장인 쟈코바 아온은 눈에 거슬리는 코몬의 만행에 분노하고, 그 의지와 힘으로 전 오라 머신을 바이스톤 웰로부터 추방되고, 싸움의 무대는 지상계로 옮겨진다. 이렇게 된 이상 지상도 자기 것으로 하려는 드레이크가 이끄는 아 나라·쿠 나라 연합군, 그 야망을 저지하려는 실라 라파나와 엘레 함므의 뒤를 따르는 나 나라·라우 나라 연합군의 싸움은 지상의 국가도 말려든 전면 전쟁으로 번졌다.

## 용어
성전사
강한 오라력을 가지고, 오라 머신의 조종 적성이 있는 사람이다. 작중에서는 주로, 바이스톤 웰에 소환된 지상인들이 그렇게 불린다. 단, 오라력이 강하기 때문에 오라 로드를 통해서 바이스톤 웰에 소환되는 것이어서, 지상인을 소환하는 것은 파일럿 적성을 가진 자를 재빠르게 선발하는 수단에 지나치지 않는다. 때문에 소환된 지상인들만큼 오라력이 강한 코몬 (번 바닝스, 뮤지 포 등)도 존재하고, 반대로 무대가 지상에 옮겨진 후의 오라 로드를 통과하지 않은 지상인에 대해서는, 오라력이 특히 강하다는 묘사는 없다.
이야기 초반에 드레이크 루프트가 지상인을 바이스톤 웰에 차례로 소환한 것은 단바인과 같이 보다 강한 오라력을 필요로 하는 오라 배틀러의 파일럿을 확보하기 위해서였다. 그러나, 이야기 후반에 조종자의 오라력을 직접 증폭하는 오라 증폭기가 개발되어, 일반 코몬도 오라 배틀러를 다루는 것이 가능해졌다. 이후는 전투 적성이 있는 코몬이 성전사로서 대두하고, 무대가 지상세계에 옮겨진 후도 지상인은 기용되지 않게 되었다.
또한 바이스톤 웰에서는 일종의 텔레파시에 의해 다른 언어로 회화해도 의미가 통하기 때문에, 지상인이 바이스톤 웰의 거주자나 타국 출신의 지상인과 회화하는데도 부자유는 없고, 뒤에 오라 머신과 함께 사람들이 지상계에 추방되었을 때도 (쇼 등 바이스톤 웰에서 생활한 지상인도 포함해서) 그 능력은 유지되고 있었다. 후자에 대해서는, 극중에서 마벨의 친구와의 영어 대화를 들은 쇼가 '일본어의처럼 이해가 된다'라고 독백하는 형으로 나타나고 있어, 갑작스러운 노선변경에 따른 고육지책이었던 것을 엿볼 수 있다.
오라력
인간이 가지는 생체 에너지이며, 오라 머신의 동력원이다.
오라 머신이 발휘하는 힘은 파일럿의 오라력에 크게 좌우된다. 이것은 오라 머신이, 파일럿의 오라력에게 의존하고 있기 때문에다. 따라서 기본 성능이 뒤지는 기체라도, 강한 오라력을 가지는 성전사가 조종하면 높은 전투력을 발휘하고, 반대로 성능이 좋아도 파일럿의 오라력이 약하면 본래의 성능을 발휘하지 못한다.
또 지상계에서는 오라 머신의 성능이나 병기의 파괴력이 극단적으로 향상하고, 바이스톤 웰에 서는 오라력의 작용이나 반응이 억제된다. 또한 쇼 등 바이스톤 웰로 넘어갔던 지상인이 지상계로 추방되었을 때는, 육친의 오라력에 끌려서 그 근처에 출현하고 있다.
하이퍼화
오라력의 폭주에 의해 발생하는 특수한 현상이다. 증오 등의 나쁜 감정에 의해, 오라 머신을 감싸고 있는 배리어가 실체화해서 부풀어 오르고, 거대화한 오라 머신 상을 형성한다. 하이퍼화한 오라 머신은 거대화한 기체 그대로 행동하고,또 공격력도 비례해서 증대한다. 그러나 폭주한 오라력의 부하에 기체가 버티지 못하고, 결국 자괴에 이르는 지극히 위험한 양날의 칼이다 (다만 자괴 현상에까지 이른 것은 최초의 하이퍼화 예인 제릴의 레프러칸뿐으로, 그 밖의 사례에서는 자괴에 이르기 전에 전투에 결말이 나고 있다).
처음으로 하이퍼화가 관측된 것은 제릴 쿠치비가 탑승한 레프러칸이다.
그 후, 토드 기네스의 라이네크, 흑기사 (번)의 갈라바도 하이퍼화에 이르렀지만, 흑기사의 경우는 엘레 함므에 의해 봉해지는 식으로 원래로 돌아가고 있다.
쇼 자마의 빌바인도 하이퍼화의 위기에 빠졌지만, 참 화우가 알려줘서 그것을 찰지한 마벨, 엘레의 조력에 의해 억눌러져서 아슬아슬하게 제어되어, 폭주에는 이르지 않았다 (이 때 증대한 오라력은 토드 기네스의 하이퍼 라이네크를 쓰러뜨리는 결정타가 된다).
또, 나중의 토미노 감독 작품 '브레인 파워드'나 '린의 날개'에서도 하이퍼화를 아주 닮은 현상(혹은 동일한 현상)이 보인다.

## 이야기에 영향을 준 상업상의 사정
장난감의 매상 부진을 타개하기 위해서, 윙 캘리버로에서 오라 배틀러로의 가변을 판매 주안점으로 한 새 주역 메카 빌바인의 투입과, 이야기의 무대를 바이스톤 웰에서 현실세계로 이행시켜, 화려한 로봇 배틀을 전면에 내세우는 것 등이 결정된 직후, 메인스폰서인 클로버가 도산해버린다. 갑작스럽게, 본 작의 플라모델을 판매하고 있었던 반다이가 메인 스폰서가 되고, 새 스폰서로 토미(현 타카라 토미)를 맞이해, 빌바인의 장난감 판매를 이어받게 하는 것으로, 조기 종영은 간신히 면했다.
토미노는 반다이에게 메인 스폰서를 떠맡게 한 선라이즈의 영업 노력은 언급해도 토미 건은 언급하지 않고, '이 십 몇 년간, 단바인의 메인 스폰서가 넘어간 것을 잊고 있었다' '반다이 출발이 아니었기 때문에 본 작이 사라져 갔다 (건담 일변도가 되어버렸다)'등으로 발언했다.

## 주요등장 인물

### 성전사
쇼 자마
성우 - 나카하라 시게루(中原茂)
주인공인 지상인. 토쿄도(東京都) 무사시노시(武藏野市) 히가시키치죠지(東吉祥寺)의 한귀퉁이에 가족과 함께 살고 있는 일본인. 18세. 바이스톤 웰에서는 오라 배틀러 (이하AB) 단바인 (후에 빌바인에 갈아탄다)을 조종해 성전사라고 불린다. 일만 알고 가정을 돌아보지 않는 양친에게 반발해, 모터크로스에 열중한다.
속편 OVA '성전사 단바인 새로운 이야기'에서는 약 700년후의 바이스톤 웰에 시온 자바로 전생하고 있다.
마벨 프로즌
성우 - 도이 미카(土井美加)
아메리카 합중국 텍사스주 댈러스 출신의 대학생. 정의감·사명감이 강한 여성. 가부좌를 트는 정도긴 하지만 선을 즐긴다. 쇼가 드레이크의 밑에서 벗어나는 계기를 만들고, 전투에 있어서도 파트너가 된다. 본가는 목장.
진작에 너클 비(닉스 티탄)에 의해 성전사로서 바이스톤 웰에 소환되어, 쇼 자마가 바이스톤 웰에 소환되었을 때에는, 이미 드레이크의 야망을 간파하고 기븐 가의 일원이 되어 있었다. 게임 '성전사 단바인 성전사 전설'에서는, 드레이크의 밑에서 탈주했다는 전개가 그려지고 있다.
기븐 가에서는 쇼에 버금가는 성전사이기 때문에, 다나 오시, 보존, 보츈 등 항상 최신형의 오라 배틀러가 주어지고, 최종적으로는 쇼가 빌바인으로 갈아탐에 의해 단바인의 메인 파일럿이 된다.
당초는, 니에게 연정을 품고 있었지만, 차차 그 마음은 쇼로 옮겨져 갔다. 단, 한편으로는 '잽 (=쇼)에게는 질 수 없다'라고 부모에게 발언하고 있는 씬도 보인다.
토드 기네스
성우 -오사카 히데미네(逢坂秀實), 총집편과 일부 게임은 호리우치 켄유(堀內賢雄), 모리타 준페이(森田 順平)
아메리카 합중국 매사추세츠주 보스턴 출신으로, 공군 파일럿을 하고 있었다. 연령은 23세.
드레이크에 의해 쇼, 토카막과 함께 바이스톤 웰에 소환되어, 성전사로서 대접받는다. 그대로 드레이크에 장악된 아 나라 진영의 일원으로서, 쇼, 마벨 등 기븐 가 측과 몇 번이나 전투를 펼친다. 공군에서 동료 파일럿이었던 앨런이 소환되자 자신의 입장이 위태로운 걸 깨닫고, 쇼에게 맹공을 건다. 그러나 패배하고 기체가 대파, 중상을 입어 일시 행방불명이 되지만, 가로우 랑으로 바뀌어서, 코몬의 세계에 흘들어와 있었던 너클 비에게 도움을 받아서 겨우 목숨을 건진다. 그 후, 드레이크와 동맹을 맺은 비쇼트의 산하가 되어, 주어진 비어레스로 집요하게 쇼 자마에게 계속해서 싸움을 건다. 최종 결전 직전에 라이네크로 하이퍼화하지만, 쇼 자마에게 베여서 사망한다.
쾌활하고 소탈한 성격이지만, 조금 가벼운 면이 있고, 도덕 관념이 낮다. 드레이크 루프트의 야망을 안 후에도, 그것을 저지하는 것보다 성전사로서 우대되는 것을 우선하는 등, 현실주의자다. 또한 어머니를 사랑하며, 출세하는 것으로 효도를 하려던 면도 있다. 최후의 말도 어머니를 향한 호소였다. 자신을 '동부의 찌질이'라고 칭하는 울적한 감정을, 전장에서 대치한 마벨에게 푸는 장면도 있었다. 바이스톤 웰 세력이 지상에 부상했을 때는, 고향인 보스턴이 전화에 말려드는 것을 두려워해, 아 나라의 군세와 아메리카 합중국과의 중개인 역이 되었다. 드레이크는 토드가 전사했다는 보고를 받았을 때, 그 생전의 공적을 인정하고, 그의 어머니가 사는 보스턴에는 손을 대지 않을 것을 부하에게 전달했다.
초반에 바로 단바인을 잃은 이래 대체기로 드라믈로를 받았지만, 쇼의 단바인에게 농락 당하는 장면이 두드러졌다. 그러나 쿠 나라의 성전사로서 전선에 복귀하고 나서는 신형 오라 배틀러 비어레스를 받아, 자주 쇼 등을 고전하게 하고 있다.
게임 '성전사 전설' 및 OVA '성전사 단바인 새로운 이야기'에서는 호리우치 겐유우, '선라이즈 영웅담'에서는 모리타 준페이가 목소리를 맡고 있다.
주된 탑승 기체는 단바인, 드라믈로, 비어레스, 라이네크.
토카막 로브스키
성우 - 도야 코지 (戶谷公次)
지상에서는, 소련의 하리코프 (현재는 우크라이나의 도시)에 사는 실업자였다.
쇼, 토드와 동시에 바이스톤 웰에 소환된다. 그들과 같이 나간 첫 출전에서는 녹색 단바인에 탑승하고 있었지만, 기븐 가 측에 격추되어서 이야기의 시작 부분에서 바로 사망한다.
게임 '성전사 전설'에서는, 전개에 따라 동료로 할 수 있지만 능력은 쇼나 토드에 미치지 못하게 취급받는다.
제릴 쿠치비
성우 - 오쓰카 도모코 (大塚智子)
쇼나 토드에게 이어 제2진으로서 불려 온 지상인. 곤두서 있는 새빨간 머리와 푸른 메쉬가 특징적인 여성. 창녀 어머니가 양육을 포기해서, 더블린에서 락 싱어로서 생계를 유지하고 있었다. 쇼를 적으로 삼고 쫓아다닌다. 흉포한 성격으로 전투에서 기쁨을 찾아내고 있었다. 지상으로 나온 후 오라력의 폭주에 의해 레프러칸과 함께 하이퍼화되었다.
게임 '성전사 전설'에서 유일하게 우리편으로 만들 수 없는 지상인이다.
앨런 블레디
성우 -와카모토 노리아키 (若本紀昭) ※현 와카모토 노리오(若本規夫)
제릴, 페이와 함께 지상에서 소환되었다. 토드의 공군 시절의 선배이며, 토드가 앨런의 소환을 알고서 공적을 재촉하다, 격추되어버리는 간접적인 원인이 된다. 우수한 파일럿이었던 것 같고, 오라 배틀러의 조작에도 자신을 보이고 있었다. 대단한 노력을 하지 않고, 놀라운 성과를 올리는 천재 타입이지만, 성격에는 상당히 곤란한 점이 있다. 빌바인의 첫 출전에서 비란비와 함께 일도 양단 되어서 기체는 폭산. 앨런 자신은 바다에 떨어지고, 이후의 생사는 불명. 단 감독인 토미노는, '애니메크'지의 인터뷰에서 '틀림없이 죽었다. 불명으로 보이는 것은 스탭의 착각일 뿐'이라고 대답했다.
페이 층콴
성우 - 미쓰하시 요이치(三橋洋一)※현 하시모토 고이치 (橋本晃一)
제릴, 앨런과 함께 소환된 지상인. 중국인. 바이스톤 웰에 오기 전은 인기 없는 배우였다. 기질이 거친 제릴과 자신감 넘치는 앨런을 냉정히 달래는 등, 조정 역을 해내고 있었다. 제23화에서 뮤지와 공동으로 싸우지만, 투척한 그레네이드를 쇼의 단바인에게 되돌려 받아, 탑승한 레프러칸과 함께 폭사, 제2진 중에서는 최초의 희생자가 된다.
게임 '성전사 전설'에서는 동료가 될 수 있지만, 토카막처럼 능력은 쇼나 토드에게 미치지 못하게 취급받는다.

### 기븐 가 (반 드레이크 세력)
니 기븐
성우 - 아타카 마코토(安宅誠)
아 나라의 지방 영주 로문 기븐의 아들. 부모를 살해당한 다음엔 기븐 가 당주로서, 아 나라 및 바이스톤 웰의 평온을 되찾기 위해서 드레이크와 싸운다. 오라 쉽 젤러나의 함장을 맡고 있고, 젤러나 격침 후는 다시 오라 배틀러에 탑승해서 싸웠다.
마벨이나 킨, 참 등 호의를 품는 여성은 많았지만, 본인은 드레이크의 딸 리므르와 서로 끌리고 있어, 그녀를 우선하는 나머지 다른 사람을 힘들게 하는 일도. 그 때문에 쇼와 대립하는 일도 많았지만, 점차로 성장해 일동을 통솔한다.
이야기 종반에서 자기 손으로 드레이크를 처단했으나, 직후에 드라믈로의 트리오 콤비네이션 직격을 받은 탑승기가 대파. 기체로부터 내던져진 자신도 그 불꽃에 몸을 구워지는 장렬한 최후를 맞이했다.
코가와 토모노리에 의하면 머리 모양은 밍키 모모에서 유래되었다.
주된 탑승 기체는 보존, 보츈.
킨 키스
성우 – 다카다 유미(高田由美)
기븐 가에게 봉직하는 키스 가의 딸. 명랑쾌활하고 행동적. 기븐 가에게 대한 의리와 니에대한 호의 때문에, 드레이크에게 붙은 아버지와 관계를 끓는다. AB가 양산 체제에 들어가고 나서는 윙 캘리버포우나 보츈에 탑승. 최종 결전 도중, 폭발 사고에 휘말려서 목숨을 잃는다.
코가와 토모노리 취향의 캐릭터다.
참 화우
성우 – 가와무라 마리아 (川村万梨阿)
기븐 측에 붙어 다니는 미 페라리오. 당초는 통신 수단의 확보나 잡일을 처리하는 정도의 활기찬 요원이었지만, 고전하는 쇼의 조력을 할 수 있다고 단바인에 동승하게 된다. 코스튬은 하이 레그 레오타드, 뒤에 자작한 전투복을 착용한다. 본인 말로는 '다른 페라리오와는 달리 손재주가 있다'며, 실라의 모습을 모방한 것 같은 롱 스커트도 입고있다.
코가와 토모노리에 의하면, 소위 오타쿠를 겨냥한 캐릭터이며, 클로버에서 인형으로서 단독으로 상품화되었다.
영화 '쵸로Q 더글럼'에도 카메오로 출연했다.
로문 기븐
성우 – 타츠자와 마사토 (立澤雅人)
니 기븐의 아버지. 드레이크의 야망을 알고 그 증거를 쥐려고 하지만, 아내를 살해당하고 나중에 자신도 전사한다.
혼 완
성우 – 다쓰다 나오키 (龍田直樹)
기븐 가에게 봉직하는 가로우 랑. 종족 특성인 재빠름을 살려서의 전령이나 척후 등, 이야기 초반에 자주 활약한다.
도와 그로
성우 –와카모토 노리아키 (若本紀昭)
오라 쉽 젤러나의 조종 사. 니에 대해 대등한 말투를 쓰고 있는 것에서, 가문 안에서도 상당한 신분의 기사이든가, 혹은 소꿉친구라고 생각된다. 젤러나가 떨어진 다음엔 오라 배틀러에 탑승한다.
돌플 기론
성우 –도야 코지 (戶谷 公次)
라우 나라의 오라 머신개발에 즈음해 기술 지도를 한 기술자. 니 기븐으로부터 '쇼트 웨폰이 이끌던 대장간에서, 단바인이나 젤러나의 개발에 종사했다'라고 소개되고 있어, 쇼트 산하의 기술자였지만 기븐 가로 돌아선 것으로 추측된다. 니나 마벨 등 기븐 가 일동으로부터의 신뢰는 두텁고, 재 합류를 환영 받았다. 이후에 오라 쉽 젤러나의 기관사로 일한다.
키부츠 키스
킨의 아버지. 기븐 가에게 봉직하고 있었지만, 드레이크의 압도적인 힘 때문에, 일족 가신의 생존을 걸고 드레이크의 밑에 들어간다. 그 후 반의 지휘 아래에 들어가, 단바인과의 전투에 의해 전사.

### 아 나라
드레이크 루프트
성우 – 오키 마사시 (大木正司)
아 나라의 지방영주. 나중에 아의 국왕. 지상인에 의해 오라 머신의 무력을 획득하고, 바이스톤 웰 전토를 정복하려는 야망을 품는다. 쇼를 비롯한 지상인을 성전사로서 소환했다. 주군이었던 아 나라의 국왕을 쳐 하극상을 범한 후, 쿠 나라와 연계해 주변국에의 침공을 시작한다.
사려 깊고 냉철한 동시에 호방해서 패자에 걸맞은 기량의 소유자였지만, 주위에 인복이 없었다.
자신의 몸을 던져서 아내를 함포사격으로부터 감싸거나, 딸의 몸을 염려하는 가족 사랑이나, 전사한 토드의 공적을 기려 그의 고향을 전화에 말려들게 하지 않게 배려하거나, 흑기사의 정체를 간파한 후에도, 그 기상에 이해를 표시하는 군주로서의 덕을 가진 인격자이며, '뿌리부터 극악인은 아니다 (성전사 단바인 노스텔지어에서)'는 것이, 남편으로서 아버지로서의 인식 부족에 의해, 리므르의 가출이나 루저의 불의를 초래하게 되어버린다. 최종결전에서 그랑 가랑에게 자살공격을 받기 직전의 윌 윕스로부터 불 베거로 탈출을 도모하는 것을, 니의 보츈에게 포착되어서 공격 당해 쓰러진다.
번 바닝스
성우 – 하야미 쇼 (速水奬)
드레이크에게 봉직하는 기사. 검술이나 마술의 달인이며, 오라 머신의 파일럿으로서도 비범. 기질은 용맹과감한 동시에 충의. 반면, 자신감 과잉 탓에 마무리가 어설프고 공적을 탐내서 지나치게 덤비는 등, 전선에서 군을 맡는 지휘관으로서는 약간 그릇이 작고 무능한 느낌을 부정할 수 없다.
당초는 주군의 신임도 두터워 젊은 나이에 군의 중핵을 맡고 수많은 중요한 임무에 종사하지만, 쇼 등 3명의 성전사들의 내방을 전후해서 그의 전도에는 암운이 자욱이 끼게 된다. 주군의 사위의 자리를 미끼로 의욕을 돋구기도 했지만, 엘프 성 공격 즈음에 범한 실책이 결정적이 되어 지휘관 교체라는 괴로운 일을 당한다.
이야기 초기에는 드라믈로에 탑승. 그 후 비란비, 레프러칸, 흑기사가 되고 나서는 즈와쓰, 오라 파이터 갈라바 등, 아 나라의 신예기에는 대부분 탑승하고 있다. 한번이지만 라이네크, 오라 바머 부불리에 탑승했다.
흑기사
성우 – 하야미 쇼 (速水奬)
'싸움에서 얼굴에 보기 흉한 상처 자국이 남았다'라고 하며 가면으로 참 모습을 덮는 수수께끼의 기사. 그 정체가 실각한 번 바닝스 바로 그라고 하는 것은 지극히 일부인들에게밖에 밝혀지지 않고 있다. 그러나, 특징적인 장발은 노출된 채이며, 인연 깊은 자들에게는 그 정체를 간파되고 있었던 것 같다. 물론, 실제로는 안면에 전혀 상처 따위는 가지고 있지 않고, 그전의 좌절을 부끄러이 여겨서 정체를 숨기고 있는 것에 지나지 않는다. 이해가 일치한 쇼트의 사병이 되어, 오명을 씻을 기회를 엿보고 있다.
쇼를 격렬하게 증오하는 모습은 ”악의의 상징”로서 그려져, 최종결전에서는 참 모습의 번 바닝스로서 백병전에서 그와 서로 찔러 죽이는 최후를 마쳤다. '성전사 단바인 새로운 이야기'에서는 라반 자라만드로 전생. 이전과 같이 흑기사를 자칭하면서 즈와우쓰에 탑승.
쇼트 웨폰
성우 – 타나카 마사히코 (田中正彦)
미국 캘리포니아 출신의 지상인. 28세. 로봇 공학의 권위자였다. 바이스톤 웰의 오라력을 응용해서 강력한 오라 머신을 만들어 내어 드레이크에 협력한다.
어부지리를 노리는 교활한 책사로, 언젠가는 드레이크를 배제하고 스스로가 지배자가 되려고 하고 있었던 야심가. 그 야망을 고백해서 뮤지를 끌어들이고, 전용 오라 크루저 스프리건으로 독자적으로 돌아다닌다. 뮤지를 당초는 그냥 부하일 뿐으로 보고 있었지만, 마침내 서로 사랑하는 사이가 된다.
오라 머신을 만들어 내고, 전란을 확대하게 한 중죄인으로서 '죽을 수 없는' 운명을 부여 받고, 이후 '죽음'을 구해서 700년에 걸쳐 바이스톤 웰을 방황하는 망령이 된다. 그 이야기는 OVA판 '성전사 단바인 새로운 이야기'에서 다시 이어진다.
뮤지 포
성우 – 요코오 마리 (橫尾まり)
리므르의 가정 교사로서 음악을 가르치고 있었지만, 높은 오라력을 가진 것이 눈에 뜨여서 전사가 되고, 쇼트의 애인이 된다. 당초는 조용한 성격이었지만 서서히 호전적이 되어 가서, 흑기사나 토드와 버금가는 강적이 되어서 쇼 등을 가로막는다. 쇼트를 외골수로 사랑한 정열적인 여성이며, 그 최후도 쇼트와 손을 맞잡고 폭산하는 스프리건과 운명을 함께 한다. 아버지나 형제도 전사로서 등장. 탑승한 오라 머신은 AB 비란비, 라이네크, 즈와쓰, 오라 바머 부불리 등.
가랄리아 냠히
성우 – 사이조 미키 (西城美希), 총집편과 게임 '성전사 전설'은 이쿠라 카즈에 (伊倉一惠), '슈퍼 로봇 대전 시리즈'에서는 아다치 시노부 (安達忍)
드레이크 밑의 여기사. 적전도망자의 딸로서 자랐기 때문에 남보다 배로 명예욕이 강하고, 반을 라이벌 시 하고 있었다. 비슷한 경우인 제트 라이트와는 죽이 맞는 것 같아서, 시제품 오라 증폭기를 탑재한 AB 바스톨을 받는다.
엘프 성 공방전에서 쇼와 교전했을 때, 함께 지상세계로 나가버린다. 혼란한 채 토쿄 상공을 방황하다 대형여객기를 격추, 급히 달려 온 쇼와의 교전으로 신주쿠 부도심 괴멸 등의 피해를 초래한다. 사망자는 30만명이 넘었다. 지치부 산속에 숨어 있었을 때, 등산객 등으로부터 강탈한 스포츠 드링크에는 위화감을 느끼고 있었지만, 쌀밥이나 차 종류는 미각에 맞은 모양. 마침내 상황을 파악해서 쇼의 설득에 따라, 바이스톤 웰로 귀환하려고 하지만, 오라 로드를 빠져나오기 직전에 폭사한다. '성전사 단바인 새로운 이야기'에서는 베라나 가리아하로서 전생하였다. (베라나의 목소리는 '슈퍼 로봇 대전 시리즈'의 가랄리아와 같이 아다치 시노부가 담당)
게임 '성전사 전설'에서는, 전개에 따라 동료로 선택할 수 있다. 동료로 만드는 것은 어렵지만, 능력은 높은 편이다. 게다가 서바인도 동시에 입수 가능하다. 동료가 될 때는, 얼굴을 숨기고 발키리아라고 자칭한다.
제트 라이트
성우 – 타치키 후미히코 (立木文彦)
쇼트 웨폰과 함께 오라 머신을 개발한 미국 국적의 지상인. 처세에 능숙한 쇼트가 자신보다 후대 받고 있는 것에 불만을 품고 있다. 말로는 부정하고 있었지만, 가랄리아에게 반했다. (처음에는 친하게 굴지 않고 터무니없는 요구를 하는 그녀를 화난 소리로 부르고 있었다) 오라 로드를 통해서 소환된 것에서, 성전사로서 등용된 다른 지상인들에게는 미치지 못한다 해도, 그 나름의 오라력은 가지고 있다고 생각되고, 지상 부상 후에는 스스로 오라 머신을 몰아서 싸우는 일도 있다. 바스톨, 비란비, 비어레스, 부불리, 갈라바라는 각양각색의 기체에 탑승해서 전투에 참가하고 있지만, 사격 위주인 전투 스타일 때문인지 '칫 탄알이 떨어졌나!'라는 대사가 두드러진다 (흑기사는 탄알이 떨어져서 철퇴하려고 하는 제트를 '결국, 기술자에게는 싸움은 무리인가 …'라고 평하고 있다). 자신과 흑기사가 마찬가지로 처세에 약한 무골의 장인 기질이라는 것을 알아차리고 서로의 기술자 혼과 기사도 정신을 인정하지만, 직후의 출격에서 전사.
루저 루프트
성우 –히노 쇼코 (火野(捷) ※현 히노 카치코 (火野カチ子)
드레이크의 아내. 쿠의 국왕 비쇼트와 밀통해서 드레이크 사망 후의 실권 장악을 획책하는 독부. 남편인 드레이크나 정부인 비쇼트는 물론, 친딸인 리므르조차도 자기 야망을 이루기 위한 수단으로밖에 보고 있지 않고, 기습한 니 기븐 등에게 그녀를 인질로 잡은 적도 있다. 최종국면에서는 자기자신을 '모든 혼란의 근원'이라고 단죄하는 리므르를 태연스럽게 사살. 사살 직후, 난입해온 니 기븐에게 AB 보츈의 오라 발칸의 영향으로 폭사한다.
한편, 작중 묘사에서는 '비쇼트와 사이가 좋다' (쇼의 대사)라는 정도이며, 남녀 관계를 연상시키는 묘사는 전혀 없다.
리믈 루프트
성우 – 이로카와 교코 (色川京子)
드레이크의 외동딸. 니 기븐과는 서로 사랑하는 사이. 몇 번이나 니 쪽으로 도망가려고 하고, 그 때마다 끌려 돌아온다. 친어머니인 루저의 간계를 알고 주살을 시도하였으나, 결국 사망한다. '성전사 단바인 새로운 이야기'에서는 레므르 질피드로서 전생.
오라 머신의 조종에 소질이 있고, 니에게 몸을 의탁하고 있었던 때는 AB 다나 오시를 타고 전투도 경험했다.
프라온 엘프
성우 – 야마다 순지 (山田俊司) ※현 키튼 야마다(キートン山田)
아 나라의 국왕. 정사에 서툴고 도량이 좁은 인물로, 드레이크가 준 장난감에 빠져 검토하지도 않고 미 나라 토벌 칙령을 발포하는 등, 전형적인 혼군. 젤러나 대의 지원에 의해 한 번은 엘프 성 방위에 성공하나, 제멋대로 추측해 원군 요청을 거절한 탓으로 젤러나 대를 패주하게 해, 승기를 놓친다. 이후에도, 변덕으로 내키는 대로만 하는 조령모개에 의해 전력을 쓸데없이 소모한 끝에, 성이 함락될 즈음에 성벽에서 발을 헛디뎌 떨어져 죽었다.
미즐 즈롬
성우 – 토야 코지 (戸谷公次)
드레이크 루프트 휘하의 무장으로 전 기사단장. 오라 쉽 불 베거 형 1번 함의 함장을 맡고 있다. 제30화 이후의 소식은 불명.
펜치 포
성우 – 고우리 다이스케 (郷里大輔)
뮤지, 비비, 오루의 아버지. 드레이크 군 소속. 라스 와우를 탈주한 리므르를 데리고 돌아오려고 하지만, 혼 원과 일대일 승부를 벌이다가, 뮤지가 탑승한 비란비가 낙하하면서 밑에 깔려 압사.
비비 포
성우 – 미츠야 유지 (三ツ矢雄二)
뮤지의 남동생. 역시 군인인 아버지와 함께 누나 밑에서 열심히 노력하지만, 결국 전사.

### 쿠 나라
비쇼트 하타
성우 – 소가베 가즈유키 (曾我部和行)
쿠 나라의 국왕. 드레이크와 군사 동맹을 잇고, 오라 배틀 쉽 게어 가링을 건조해서 전선에 참가한다. 나중에 게어 가링과 함께 지상에 보내진다. 루저와 밀통하고 있고, 뒤에 정치적으로도 서로 손을 잡지만, 그것은 드레이크와 루저의 쌍방으로부터 이용당해 농락당한 것이었다.
첫 등장 시에 (쿠의 국왕이라는 것을 모르는) 쇼로부터 반말을 들어도 별로 화내지도 않고, 자기 밑에 들어왔던 토드가 다시 아 나라로 돌아가는 것도 인정하고 있는, 대범하고 관대한 성격이다.
캘러미티 망간
성우 – 사토 세이지 (佐藤正治)
녜트
성우 - 토야 코지 (戸谷公次)
다
성우 – 타카미야 순스케 (高宮俊介)
3명 합쳐서 쿠 나라의 붉은 3기사라고 불린다 ('기동전사 건담'에서 익숙한 검은 3연성의 셀프 패러디라고 생각된다). 일부를 빨갛게 도장한 AB 비어레스에 탑승해서, '트리플러'라고 칭하는 3기 연속 공격 (검은 3연성의 제트 스트림 어택과 같은 식으로 3기가 같은 스피드로 일직선으로 늘어서서 돌진, 목표에 연속 공격을 하는 전법)을 특기로 하지만, 선두인 캘러미티를 쇼의 빌바인이 역시 밟고 넘어가서, (이 때의 쇼의 대사는 '나 역시!! '라고, 마치 아무로 레이를 의식하고 있는 것 같이 되어 있다) 후속의 녜트, 다는 거의 동시에 쓰러뜨린다.
다, 녜트는 러시아어로 예, 아니오에서 왔다고 한다.

### 나 나라
실라 라파나
성우 – 타카하시 미키 (高橋美紀)
나 나라의 여왕. 폭풍의 벽에서 쇼에게 도움을 받은 인연으로, 나 나라의 신형 가변 AB 빌바인을 쇼에게 주고, 스스로도 오라 배틀 쉽 그랑 가랑에 타지만, 지상으로 보내져 버린다. 쇼에 끌리고는 있지만 겉으로 나타내는 일은 없었다. 최종 결전에서 전화를 종식하게 하는 중요한 역할을 짊어진다. 용자 단려한 늠름한 모습으로 일본 애니메이션 사에 남는 인기 미소녀 캐릭터의 한 사람이며, 시청자뿐만 아니라 제작자 측에서도 그녀의 작화를 담당하고 싶어하는 애니메이터가 속출했다. 이즈부치 유타카가 사랑하고 있다.
'로마의 휴일'의 오드리 헵번이 연기하는 공주님이 모델이다.
엘 피노
성우 – 토미자와 미치에 (富澤美智惠)
실라에게 붙어 있는 미 페라리오. 아가씨 풍의 외견과는 정반대로 여장부 같은 성격을 갖고 있고, 입버릇도 나쁘다. 엔딩에 등장하고 있는 것이 바로 그녀다.
벨 아르
성우 –사이조 미키 (西城美希), '슈퍼 로봇 대전 시리즈'에서는 요시다 코나미 (吉田小南美)
실라에게 붙어 있는 어린 미 페라리오. 응석꾸러기에 울보. 통통하다. 기저귀를 차고 있고 '(최후의 싸움이 되는 것은) 최종회이기 때문인가?'라는 수수께끼의 말을 남긴다.
카왓세 구
성우 –히로모리 싱고 (広森信吾) ※현 拡森信吾
실라의 충신. 그랑 가랑의 함장을 맡는다. 이름은 제작에 종사한 카와세 토시후미(川瀨敏文)에서 유래되었다.
나벤 와타
나므완 형 오라 쉽의 함장. 드라믈로대의 트리오 콤비네이션에 의해 그란 가란이 피탄한 것을 보고 방패가 되기 위해 튀어나온다. 함의 대공포화와 탑재기에 의해 적 AB 수 기를 격파해 편대를 무너뜨리는데 일부 성공하지만, 단함으로 밀어 냈기 때문에 아군으로부터의 지원을 받을 수 없어, 편대를 해제한 AB대의 포위 공격을 받아 승함과 함께 폭사한다. 제44화만 등장. 이름은 극작가인 와타나베 요시 (渡邊由自)로부터 유래되었다.

### 라우 나라
포이존 고우
성우 – 니시무라 토모미치 (西村知道)
라우 나라의 국왕으로 엘레의 할아버지. 니 기븐과 협력해서 이야기 전반에 반 드레이크 진영의 주력이 되고, 오라 배틀 쉽 고라온을 건조했다. 쇼를 성전사로 인정한다. 스스로도 전용 컬러의 AB 보츈에 올라타서 싸우지만, 제29화에 전사한다.
엘레 함므
성우 – 사사키 룬 (佐々木るん)
미 나라의 왕녀. 라우 나라 포이존왕의 손녀로서, 뒤에 라우 나라의 여왕이 된다. 영력 (오라력이 이질적인 모습으로 발현된 것)을 가지고, 미래 예견이나 악의를 느끼는 등의 방식으로 자주 쇼 일행에게 위기를 알렸다. 드레이크의 공격으로 어머니의 고향으로 함께 달아나지만 받아들여지지 않고, 다시 드레이크의 위협에 대항하기 위해서 영력을 높이려고 영산인 본야 산에 틀어박힌다. 강수 즈바다에 습격 당했을 때에 발산한 그 힘이, 토쿄의 쇼를 다시 바이스톤 웰에 불러 들이는 데 도움이 된다. 포이존 왕 사후에는 고라온을 이끌고 쇼 일행과 함께 싸우고, 뒤에 지상세계에 고라온과 함께 보내진다. 서로 끌렸던 소련 특사 톨스톨이 전사했을 때는 자신의 입장도 잊고 눈물로 세월을 보내지만, 킨이나 마벨 등의 격려로 다시 일어서 지도자로서 살 것을 결의한다. 또, 톨스톨을 살해한 흑기사에게는 심한 적의를 가지게 되고, 영력으로 흑기사의 오라력을 방해하는 장면이 도처에 나왔다. 하이퍼화한 갈라바에 고라온으로 박치기하고, 흑기사의 넘치는 악의의 오라력을 영력으로 중화시켜서 하이퍼화를 멈추게 하지만, 영력을 다 써 버리고 사망한다.
대국인 라우나 나가 아니고 소국인 미에서 자랐기 때문인지, 고귀한 분위기를 풍기는 실라와 다르게, 한층 서민적이어서 친숙해지기 쉬운 성격이다.
에이브 타마리
성우 – 호리베 류이치 (堀部隆一)
라우 나라 포이존 왕의 가신. 오라 쉽 그리므리의 함장. 포이존 왕 사후는 오라 배틀 쉽 고라온의 함장으로서, 왕의 전사 후에도 엘레를 보좌한다. 신형AB 빌바인을 받고 우쭐대고 있었던 쇼를 때려서 충고하는 등, 곳곳에서 연장자로서의 역할도 맡았다. 최후는 영력을 다 써 버려 숨이 끊어진 엘레의 시체를 안으면서 게아 가링에 자폭하여 전사한다.
플라돈
페겔
간트
라우 나라의 가신. 플라돈은 포이존 왕과의 이별 묘사로 볼 때, 오래된 신하라고 생각된다. 3명 모두 타타라 성 공방전에서 전사한다. 플라돈은 죽을 때에 '꽃은 봄 여름은 아지랭이 가을 단풍 겨울의 백설 이미 없음'이라고 하직하는 싯구를 짓고 있다. 이름의 유래는 고대 그리스와 프로이센의 철학자 플라톤, 헤겔, 칸트로부터 유래되었다.

### 미 나라
피네간 한므
성우 – 나카무라 히데토시 (中村秀利)
미 나라의 국왕으로 엘레의 아버지. 드레이크의 침략 목표가 되었기 때문에, 평화협상을 위해서 중신을 드레이크에게 보냈지만, 드레이크 측의 대답은 사자 살해였다. 그 후, 팟후트와 엘레를 피난시키고 니 기븐 일행과 함께 거처가 있던 키론 성에서 방어전을 하지만, 승선했던 '남원2'가 격침되어 전사.
팟후트 한므
미 나라의 왕비. 라우의 국왕 포이존 고우의 딸이지만, 예전에 피네간과 사랑의 도피를 했기 때문에, 의절을 당했다. 키론 성 낙성 후, 아버지에게 의지하러 라우 나라로 향하지만 거절 당하고, 영력을 높이기 위해 산에 들어가기로 한 딸과 함께 물러난다. 나중에 딸 엘레를 잡으러 온 제릴의 부하에게 암살당했다.
쇼탄
피네간의 측근. 평화협상 때문에 자원해서 드레이크의 진영으로 향하지만, 교섭 자리에서 암살당했다.

### 페라리오
나클 비
성우 – 사사키 유코 (佐々木優子)
마벨 프로즌을 지상에 소환한 에 페라리오. 그 죄로 가로우 랑 '니쿠스 티탄'으로 바뀌어서 코몬의 세계로 추방되어 있었다. (그러는 동안 토드를 도와주기도 한다) 제30화에서 마벨의 간원을 받은 쟈코바에 의해 죄를 경감 받았다.
쟈코바 아온
성우 – 요시다 리호코 (吉田理保子)
요정 (페라리오)의 장. 제9화에서는 페라리오가 사는 물의 나라에 젤러나로 침입한 쇼에 대하여 비협력적이어서, 백안시한 끝에, 물의 나라에서 내쫓아버리지만, 제30화에서는 입장을 바꿔, 실키를 도운 쇼에게, 오라 머신을 모두 파괴하라고 의뢰하게 된다. 그러나, 격화하는 전화에 조바심을 내고, 자기의 목숨과 맞바꿔 모든 오라 머신과 그 승무원을 지상에 보내버렸다. 동명의 존재가 OVA판 '린의 날개'에도 등장하고 있지만, 평행세계(parallel world)성이 가미되고 있기 때문에, 완전한 동일인물이라고 할 수 없다. 또한, 마모루 나가노의 해석에 의하면 중전기 엘가임의 무대인 펜타고나 월드는 그녀가 가진 수정구 속에서 전개되는 옛날을 배경으로 한 동화라고 한다.
게임 '성전사 전설'에서는, 주인공이 오라 배틀러를 만들지 않고 있으면, 로 루트에 한정되기는 하지만, 강화 판쩌를 준다.
또, 쇼의 '말뿐인 에 페라리오년! '이라는 대사에 대하여, '에 페라리오가 아닌, 쟈코바 아온이다! '이라고 격앙하고 있는 것에서, 스스로가 보통 페라리오로 취급받는 것을 싫어하고, 자신의 이름에 자부심을 가지고 있는 모양.
실키 마우
성우 – 이케다 마사코 (池田昌子)
상급요정 (에 페라리오). 드레이크에게 잡혀, 쇼 등 지상인을 강제로 소환하게 된다. 나중에 쇼에게 도움을 받아, 쇼가 쟈코바를 만나는 계기를 만들었지만, 자신은 벌을 받아 미 페라리오로 되었다. 이후의 모습은 '성전사 단바인 새로운 이야기'에서 그려진다.

### 그 외 지상인
톨스톨 쳬시렌코프
소련에서 고라온으로 화평 특사로서 온 청년장교. 엘레에게 끌려, 엘레를 위해서 AB 보존에 올라타지만, 격파되고, AB 보츈으로 갈아타서 흑기사와 동귀어진 하려고 하지만, 오히려 당해서 전사. 제35화에서만 등장.
니젠스키
소련 정부의 비서관. 키예프 부근에 출현한 그란 가란에, 우호를 위한 사신으로서 파견된다. 승선할 때, 옷장으로 위장한 시한식 핵폭탄을 가져오지만, 배에서 내린 후에 엘 피노 등에게 간파되어버린다.
스코트 함장
성우 – 하시 타카야 (土師孝也)
미국 해군의 항공 모함 칼 빈슨의 함장. 드레이크가 지배하는 미국을 되찾기 위해서, 반 드레이크 세력에 협력한다. 최종결전 후에 해상에 떠 있었던 참 화우를 보호한다.
챨리 커밍스
성우 – 타츠다 나오키 (龍田直樹)
미국 대 기업 전기 메이커 IBN의 뉴델리 지사 사원. 레이다 기기의 유지 관리를 위해서 고라온에 승선하는 처지가 된다. 라나 퍼킨슨과는 과거에 사랑하는 사이였던 모양.
프레데릭
성우 – 하야시 카즈오 (林一夫)
라나 퍼킨슨
성우 – 시마즈 사에코 (島津冴子)
2명 다 미국 IBN사의 사원. 뉴델리 지사가 고라온에 기기를 판 것을 알고, 그것을 모방해서 게아 가링에 기기를 판다. 라나는 뒤에 리믈과 함께 게아 가링으로부터 탈출하고, 드레이크의 조치에 의해 미국에 귀환한다.
게임 '성전사 전설'에서는, 카오스 루트에서 순지에게 레이다 기기를 파는 장면이 있다.
치요 자마
성우 – 타카시마 가라 (高島雅羅)
쇼의 어머니. 교육 평론가. 쇼가 단바인과 함께 지상계에 출현했을 때, 체면과 고정 관념 때문에 막무가내로 쇼를 부정하고, '우주인'이라고 부르며 권총의 총구까지 겨누었다.
슝카 자마
성우 - 하시 타카야 (土師孝也)
쇼의 아버지. 그 나름대로 쇼를 이해해서 받아들이려고 했지만, 아내의 강렬한 거절에 단념. 공처가로 치요에게는 전혀 머리를 들 수 없지만, 비서인 요코와 불륜관계에 있다. 처음 재회에서 처의 방해를 받은 후, '당신을 위해서 그런 거야'라고 치요를 위로했다.
요코 카와하라
슝카 자마의 비서. 슝카의 애인이기도 하지만, 쇼에게는 누나와 같은 존재로 가장 좋은 이해자였다. 최종화에서 치요와 슝카와 함께 최종결전을 TV중계로 보고 있다.
바베라
성우 – MIO ※현 MIQ, 게스트 출연
마벨의 친구. 하와이에 살고 있다. 학생 시절은 마벨과 함께 '2명의 악녀'라고 불렸던 것 같다.
쟈바
성우 – 사토 세이지 (佐藤正治)
쇼트 웨폰의 소꿉친구. 오스트레일리아에서 스프리건에 수용된다. 탑승기는 라이네크로 파일럿으로서의 능력은 대단히 높고, 두 번에 걸쳐서 빌바인에 손상을 주었다. 거대전함의 배리어 안쪽에서 공격을 하는 통칭 '배리어 깨기'라고 불리는 공격을 처음으로 한 인물이며, 게아 가링이 나·라우 연합군에 포위되었을 때, 그란 가란의 함교를 공격해서 실라 라파나에 중상을 입혀, 나 나라 군을 뒤처지게 했지만 (이 싸움 뒤, 거대 전함에 대한 공격은 주로 박치기 공격이 주류가 된다. ) 직후에 쇼 자마에게 베어져서 전사했다. 내용은 다르지만 톨스톨과 함께, 이야기의 전개에 영향을 주어버린 '통상의 지상인'이라고 말할 수 있다. 제41화에서만 등장.
영국 여왕
동맹을 자청한 실라 라파나에게 호감을 갖고, 지원을 약속한다. 제41화.
노르웨이 대통령
총파업으로 저항하는 노동자를 직장으로 되돌리라고 하는 비쇼트의 요구를 의연한 태도로 거부하고, 노동 기본권을 방패로 국민을 지켜 냈다. 제42화에 등장.
오슬로 조선소의 노동자들.
오만한 태도를 취하는 게아 가링의 병사들에 대하여 총파업으로 저항했다. 대통령의 지지도 있어서 스트라이크를 관철하고, 게아 가링은 정비 불량인 채로 오슬로에서 떠나지 않으면 안되었다. 제42화에 등장.

### 나레이션
성우 - 와카모토 노리아키(若本紀昭)
다음 회 예고의 최후의 대사 '전운이 쇼를 부른다'는 뒤에 '모래돌이', '하야테처럼!'의 다음 회 예고에서 와카모토 본인에 의한 패러디로서 사용되었다.

## 스탭
- 기획:일본 선라이즈
- 원작: 야타테 하지메 (矢立肇) , 토미노 요시유키 (富野由悠季)
- 캐릭터 디자인 : 코가와 토모노리 (湖川友謙)
- 메카닉 디자인 : 미야타케 카즈타카 (宮武一貴)
- 음악: 헤이노 카쓰히로 (坪能克裕)
- 작화 감독 치프, 작화 감수:코가와 토모노리
- 미술감독: 이케다 시게미 (池田繁美)
- 음향감독: 후지노 사다요시 (藤野貞義)
- 총감독: 토미노 요시유키
- 프로듀서: 森山涇 (나고야 TV 방송), 大西邦明 (소츠 에이전시), 中川宏德 (일본 선라이즈)
- 동화: SID, 스튜디오 다브 (スタジオダブ), 伸童舎, 비보 (ビーボォー)
- 동화 체크：平野謙一, 비보
- 색 지정：戸部尚代, 吉野記通, 村瀬幸司, 松井望, 長谷川和彦, 吉井三恵子, 広井勝夫, 高島清子
- 마무리：스튜디오 딘, 스튜디오 쿠마, 선라이즈 스튜디오, 스튜디오 샤프트, 스튜디오 2001
- 색채 설정 : 戸部尚代, 吉野記通
- 특수효과：千葉豊
- 배경：스튜디오 유니, 스튜디오 아쿠아, 프로덕션 아이, 스튜디오 이스터
- 타이틀：마키 프로
- 메카니컬 게스트 디자인: 이즈부치 유타카 (出淵裕)
- 촬영：아사히 프로덕션
- 제작 데스크：우치다 켄지 (内田健二)
- 설정제작：風間洋, 카와세 토시후미 (川瀬敏文)
- 설정조수：福田倫子, 原田奈奈
- 제작진행：中川一敏, 目崎一彦, 토미나가 츠네오 (冨永恒雄), 스기시마 쿠니히사 (杉島邦久), 渡辺努, 山口美浩, 西河稔, 橋本昌志, 佐々木裕, 池部茂
- 효과：伊藤道広
- 조정：依田章良
- 녹음：센트럴 녹음
- 음향제작：千田啓子
- 현상：도쿄현상소
- 제작: 나고야(名古屋) 텔레비전, 소츠 에이전시, 선라이즈

## 주제가
오프닝 '단바인 날다' 노래MIO (현 MIQ)
작사: 이오기 린 (井荻麟) 작곡: 아미쿠라 카즈야 (網倉一也) 편곡: 야노 타츠미 (矢野立美)
엔딩 '보이지 바이스톤 웰'노래MIO
작사: 이오기 린 작곡: 아미쿠라 카즈야 편곡: 야노 타츠미
삽입곡 '파란 스피치 벌룬' 노래코이데 히로미 (小出廣美)
작사: 미우라 노리코 (三浦德子) 작곡: 아미쿠라 카즈야 편곡: 야노 타츠미
삽입곡 '하늘색 빛' 노래코이데 히로미
작사: 미우라 노리코 작곡: 아미쿠라 카즈야 편곡: 야노 타츠미

## 방영 리스트
| 회 | 부제               | 각본                       | 스토리보드                        | 연출                         | 작화감독                                                                                 |
| -- | ------------------ | -------------------------- | --------------------------------- | ---------------------------- | ---------------------------------------------------------------------------------------- |
| 1  | 성전사들           | 요키타니 미노루 (斧谷稔)   | 요키타니 미노루 (斧谷稔)          | 스즈키 이쿠 (鈴木行)         | 코가와 토모노리 (湖川友謙)                                                               |
| 2  | 기븐의 저택        | 토미타 스케히로 (富田祐弘) | 요키타니 미노루                   | 세키타 오사무 (関田修)       | 코가와 토모노리                                                                          |
| 3  | 라스 와우의 탈출   | 와타나베 유지 (渡邊由自)   | 이우치 슈지 (井内秀治 )           | 이우치 슈지 (井内秀治 )      | 사사카도 노부요시 (佐々門信芳)                                                           |
| 4  | 리믈의 고난        | 와타나베 유지 (渡邊由自)   | 이마가와 야스히로 (今川泰宏)      | 이마가와 야스히로 (今川泰宏) | 엔도 에이이치 (遠藤栄一)                                                                 |
| 5  | 킨 위기            | 토미타 스케히로            | 스즈키 이쿠                       | 스즈키 이쿠                  | 佐久間信計                                                                               |
| 6  | 달의 숲의 참극     | 토미타 스케히로            | 세키타 오사무                     | 세키타 오사무                | 시노다 아키라 (篠田章)                                                                   |
| 7  | 개전 전야          | 와타나베 유지              | 기쿠치 카즈히토 (菊池一仁)        | 기쿠치 카즈히토 (菊池一仁)   | 사사카도 노부요시                                                                        |
| 8  | 다시, 라스 와우    | 와타나베 유지              | 이우치 슈지                       | 이우치 슈지                  | 카나야마 아키히로                                                                        |
| 9  | 하늘과 땅과        | 토미타 스케히로            | 이마가와 야스히로                 | 이마가와 야스히로            | 사카모토 사부로 (坂本三郎)                                                               |
| 10 | 아버지와 아들      | 토미타 스케히로            | 스즈키 이쿠                       | 스즈키 이쿠                  | 엔도 에이이치 오오모리 히데요시 (大森英敏) (코가와 토모노리)                             |
| 11 | 키론 성 공방       | 와타나베 유지              | 요키타니 미노루                   | 세키타 오사무                | 사사카도 노부요시                                                                        |
| 12 | 가랄리아의 추적    | 와타나베 유지              | 기쿠치 카즈히토                   | 기쿠치 카즈히토              | 佐久間信計                                                                               |
| 13 | 토드 격진          | 토미타 스케히로            | 이우치 슈지                       | 이우치 슈지                  | 시노다 아키라                                                                            |
| 14 | 엘프 성 공략전     | 토미타 스케히로            | 이마가와 야스히로                 | 이마가와 야스히로            | 카나야마 아키히로                                                                        |
| 15 | 프라온 꼼짝 않다   | 와타나베 유지              | 스즈키 이쿠                       | 스즈키 이쿠                  | 신도 에이이치 오오모리 히데요시 (코가와 토모노리)                                        |
| 16 | 토쿄 상공          | 와타나베 유지              | 세키타 오사무                     | 세키타 오사무                | 사사카도 노부요시                                                                        |
| 17 | 지상인들           | 와타나베 유지              | 기쿠치 카즈히토                   | 가와세 도시후미              | 사카모토 사부로                                                                          |
| 18 | 섬광 속의 가랄리아 | 와타나베 유지              | 이우치 슈지                       | 이우치 슈지                  | 아키노 요이치 (秋野洋一) 야기 마사유키 오오모리 히데요시 엔도 에이이치 (코가와 토모노리) |
| 19 | 성전사 쇼          | 토미타 스케히로            | 이마가와 야스히로                 | 이마가와 야스히로            | 사카모토 히데아키 오오모리 히데요시 (코가와 토모노리)                                    |
| 20 | 번의 역습          | 토미타 스케히로            | 스즈키 이쿠                       | 스즈키 이쿠                  | 시노다 아키라                                                                            |
| 21 | 도망자 리믈        | 와타나베 유지              | 이마가와 야스히로                 | 세키타 오사무                | 사사카도 노부요시                                                                        |
| 22 | 전사 리믈 루프트   | 와타나베 유지              | 기쿠치 카즈히토                   | 가와세 도시후미              | 佐久間信計                                                                               |
| 23 | 뮤지의 추격        | 토미타 스케히로            | 가와테 코지                       | 이우치 슈지                  | 엔도 에이이치 야기 마사유키 키타즈메 히로유키 (코가와 토모노리)                          |
| 24 | 강습 대 강습       | 토미타 스케히로            | 스즈키 이쿠                       | 스즈키 이쿠                  | 카나야마 아키히로                                                                        |
| 25 | 공동 전선          | 와타나베 유지              | 이마가와 야스히로                 | 이마가와 야스히로            | 오오모리 히데요시 사카모토 히데아키 (코가와 토모노리)                                    |
| 26 | 엘레의 영력        | 와타나베 유지              | 이우치 슈지 세키타 오사무         | 세키타 오사무                | 사사카도 노부요시                                                                        |
| 27 | 붉은 폭풍의 여왕   | 토미타 스케히로            | 가와테 코지                       | 이우치 슈지                  | 사카모토 사부로                                                                          |
| 28 | 고라온의 발진      | 와타나베 유지              | 이마가와 야스히로                 | 가와테 코지                  | 야기 마사유키 (矢木正之) 엔도 에이이치 (코가와 토모노리)                                 |
| 29 | 빌바인 출현        | 토미타 스케히로            | 스즈키 이쿠                       | 스즈키 이쿠                  | 사카모토 히데아키 오오모리 히데요시 (코가와 토모노리)                                    |
| 30 | 실키의 탈출        | 와타나베 유지              | 세키타 오사무                     | 세키타 오사무                | 사사카도 노부요시                                                                        |
| 31 | 흑기사의 전조      | 토미타 스케히로            | 이우치 슈지                       | 이우치 슈지                  | 카나야마 아키히로                                                                        |
| 32 | 떠오름             | 토미타 스케히로            | 요키타니 미노루 이마가와 야스히로 | 이마가와 야스히로            | 사카모토 사부로                                                                          |
| 33 | 머신 전개          | 와타나베 유지              | 요키타니 미노루 가와테 코지       | 가와테 코지                  | 오오모리 히데요시 키타즈메 히로유키 (코가와 토모노리)                                    |
| 34 | 오라 배리어        | 와타나베 유지              | 세키타 오사무                     | 세키타 오사무                | 엔도 에이이치 사카모토 히데아키 야기 마사유키 (코가와 토모노리)                          |
| 35 | 작렬하는 고라온    | 토미타 스케히로            | 이우치 슈지                       | 이우치 슈지                  | 사사카도 노부요시                                                                        |
| 36 | 적은 게어 가링     | 토미타 스케히로            | 스즈키 이쿠                       | 스즈키 이쿠                  | 카나야마 아키히로                                                                        |
| 37 | 하이퍼 제릴        | 와타나베 유지              | 이마가와 야스히로                 | 이마가와 야스히로            | 오오모리 히데요시 키타즈메 히로유키 (코가와 토모노리)                                    |
| 38 | 시한폭탄           | 토미타 스케히로            | 가와테 코지                       | 가와테 코지                  | 사카모토 사부로                                                                          |
| 39 | 비쇼트의 인질      | 와타나베 유지              | 세키타 오사무                     | 세키타 오사무                | 사사카도 노부요시                                                                        |
| 40 | 파리 불타오르다    | 토미타 스케히로            | 이우치 슈지                       | 이우치 슈지                  | 엔도 에이이치 사카모토 히데아키 야기 마사유키 (코가와 토모노리)                          |
| 41 | 유럽 전선          | 토미타 스케히로            | 이마가와 야스히로                 | 이마가와 야스히로            | 카나야마 아키히로                                                                        |
| 42 | 지상인의 반란      | 와타나베 유지              | 스즈키 이쿠                       | 스즈키 이쿠                  | 오오모리 히데요시 키타즈메 히로유키 (코가와 토모노리)                                    |
| 43 | 하이퍼 쇼          | 토미타 스케히로            | 가와테 코지                       | 가와테 코지                  | 사사카도 노부요시                                                                        |
| 44 | 그란 어택          | 토미타 스케히로            | 세키타 오사무                     | 세키타 오사무                | 사카모토 사부로                                                                          |
| 45 | 비욘드 더 토드     | 와타나베 유지              | 이우치 슈지                       | 이우치 슈지                  | 오오모리 히데요시 키타즈메 히로유키 (코가와 토모노리)                                    |
| 46 | 리모콘 작전        | 와타나베 유지              | 이마가와 야스히로                 | 이마가와 야스히로            | 카나야마 아키히로                                                                        |
| 47 | 드레이크 루프트    | 토미타 스케히로            | 스즈키 이쿠                       | 스즈키 이쿠                  | 키타즈메 히로유키 (코가와 토모노리)                                                      |
| 48 | 크로스 파이트      | 와타나베 유지              | 가와테 코지                       | 가와테 코지                  | 사사카도 노부요시                                                                        |
| 49 | 참 화우            | 토미타 스케히로            | 요키타니 미노루 세키타 오사무     | 세키타 오사무                | 사카모토 사부로                                                                          |

## 당시의 방송국
☆은 동시 방송, ★은 시차 방송.
- ☆ 홋카이도 TV 방송
- ★ 이와테방송 (현 IBC 이와테 방송)
- ☆ 히가시닛폰 방송
- ★ 아키타 TV
- ★ 야마가타 TV
- ☆ 후쿠시마 방송
- ☆ TV 아사히
- ★ TV 신슈
- ★ 니가타 방송 → ☆ 니가타 TV21 (개국이후)
- ★ 도야마 TV 방송
- ★ 호쿠리쿠 방송
- ☆ 겐민 텔레비전 (현 시즈오카(靜岡) 아사히 텔레비전)
- ☆ 나고야 TV 방송 (현 메테레) 제작국
- ★ ABC 아사히 방송 (금요일에 선행 방송)
- ☆ 히로시마 홈TV
- ★ 산인 방송
- ☆ 세토나이카이 방송
- ★ 난카이 방송
- ★ 고치 방송
- ★ 큐슈 아사히방송 (ABC같이 금요일에 선행 방송)
- ★ 나가사키 방송
- ★ 구마모토 방송
- ★ 미야자키 방송
- ☆ 가고시마 방송

## 파생 작품

### 만화
- 텔레비전 방영 당시 이케하라 시게토에 의한 만화화 작품 (코믹 봉봉 연재)와 (월간 코믹전격대왕 연재)가 있었다.
- '성전사 단바인 이전 엑자일 사가' (키누타니 유우 (衣谷遊)), '성전사 단바인 외전 기도하는 거갑기사' (모리시타 카오루 (森下薰)) 등이 사이버 코믹스에 게재되었다.

### 무크
- 텔레비전 방영 종료 후에 전 3권의 총집편이 시판되었다. 각 권에 1화씩, 전 3화로 이루어지는 새로운 작품, '성전사 단바인 새로운 이야기'가 1화씩 수록되었다. 세계관 등의 내용은 본편과 상당히 다르다.

또한, 토미노 요시유키는, 본작 이후에도 “바이스톤 웰”을 무대로 하는 소설이나 애니메이션을 다수 발표하고 있으며, 작품세계를 무대로 한 게임도 시판되고 있다. 이하는 그 작품 일람.

### 소설
- 린의 날개
- 파우 파우 이야기 (-리스토리)
- 오라 배틀러 전기
- 가제이의 날개

### 워 시뮬레이션 게임
- FS-002 그란 어택 단바인 전술급 (츠쿠다 호비)
- 오라 배틀러 (츠쿠다 호비)
- 바이스톤 웰 (츠쿠다 호비)
- 윙 캘리버 (츠쿠다 호비)

### 컴퓨터 게임
- 성전사 단바인 성전사 전설 (플레이 스테이션용 게임소프트. 오리지널 주인공을 중심으로, TV판의 'if'를 체험할 수 있다. 주인공의 행동에 의해, 결말이나 다른 캐릭터의 운명도 크게 변한다. 루트는 니 일행 편을 드는 로 루트와 드레이크와 손을 잡는 카오스 루트의 2종류가 있다. 카오스에서 로로 옮겨갈 수 있지만, 그 반대는 불가능하다. 기본 대사는 텍스트뿐이지만, 일부 전투 신에서는 음성이 있다.)

### 드라마CD
선라이즈 월드 오픈 전야, 캐릭터 대혼란!!~
선라이즈 라디오에서 나온 드라마CD로 건담 시리즈나 용자 시리즈 등의 캐릭터가 출연. 참 화우, 번 바닝스도 출연한다.

## 기타
- 제1화에 대해서, 토미노 요시유키는 '아무래도 그건 극작상의 실패로, 다른 세계에 소환된 쇼 자마를 하루 밤 재워서, 원 쿠션을 두어서 다음날 아침부터 세계관의 설명을 주절주절 한 결과, 주인공으로서의 동기 부여가 되지 않고, 그 후도 상황에 대하여 능동적으로 움직일 수 없는, 흐름에 따르는 경향이 있는 캐릭터가 되어버렸다. 거기에서 전화의 한복판에 던져 넣어 두었다면, 더욱 이야기도 탄력을 받았을 것이다'라고 후회하고 있다. 그 반성인지, 나중에 제작된 '가제이의 날개'도입부에서는, 주인공이 갑작스럽게 격심한 싸움의 와중에 처넣어지고 있다.
- 또, 제1화가 완성된 필름을 본 시점에서, 토미노는 '자신의 취미성만으로 작품을 제작하고 있다'라고 느끼고, 프로그램 내용을 당초의 구상으로부터 대폭 변경하는 것을 결의했다. '토쿄 상공'을 가능한 앞당기고, 오라 머신이 지상에 나간 시점으로 끝날 예정이었던 내용을 변경했다. 동시에 자신의 취미성만으로 끝나지 않도록 실라 라파나를 남성 노인에게서 미소녀로 변경 (이것은 각본을 맡은 토미타 유코 (富田祐弘)가 제안) 했다. 거기에 따라 엔딩에만 출연 예정이었던 엘 피노도 본편에 출연하게 되었다.
- 이즈부치 유타카에 의하면 '토미노 씨 나우시카에게 영향 받고 있는 것 같다'[3]는 것. 당시, 토미노는 미야자키 하야오가 하고 있는 것에 동경을 가지고 있었다고 한다.
- 오라 쉽은 당초, 오라 배틀러를 나르는 소형 모함으로서 설정되어 있었지만, '지상편' 가까이에 들어와서 오라 배틀러를 보유한 각국이 대함거포주의의 현신과 같은 거대 오라 쉽을 건조, 압도적인 전투력으로 지상을 초토화하는 장면도 나왔다. 고라온에 이르러는, 왠지 '우주전함 야마토'에 나올 것 같은 전함적 디자인이 되고 있다. 이것에 대해서 토미노는 '이즈부치 이 바보가'라고 한마디 흘리고 있다 (아니메크 지에서).
- 최종화의 시나리오 단계[8]에서는, 목숨을 잃은 등장 인물들이 미 페라리오로서 다시 태어나게 되었지만, '그러면 '전설거신 이데온'과 같은 결말이 되어버린다'라는 토미노의 연출 의도에 의해, 완성된 필름에서는 삭제되었다. 이것에 관해서는, 일본 국내뿐만 아니라 해외에서도 찬반양론을 불렀다. 다음해 미국의 애니메이션 이벤트에 패널리스트로서 참가한 토미노가, 현지의 팬에게서 ' '성전사 단바인'의 라스트는, 당신에게는 본의가 아니었던 것 아니냐? '라는 질문을 받았다. 위에 설명한 대답을 한 바, 다시 '그것은 이해했지만, 작품전체로서 생각하면, 역시 그 마지막 쪽은 소화불량인 것이 아닐까'라고 지적되어, 토미노는 '미안! '이라고 사과했다고 한다.
- 파이브 스타 스토리즈에 등장하는 MH 팬텀과 바나로테는 1994년, 나가노 마모루 (永野護)가 '성전사 단바인'의 극장용 완전 신작을 위한 오라 배틀러의 디자인 의뢰를 토미노로부터 받아서 그린 것이다[9].
- 이와테 방송에서의 본 방송 때, 40화 '파리 불타오르다'을 빼고 방송해버려, 팬에게서의 항의로 최종회 방송 다음 주에 '파리 불타오르다'가 방송되었다.
- 참 화우는 '더 텔레비전'의 애니메이션 캐릭터 최초의 표지가 되었다 (1985년3월9일-15일호).
- 타카하시 미키 (高橋美紀), 카와무라 마리아 (川村万梨阿), 토미자와 미치에 (富沢美智恵), 기쿠치 마사미 (菊池正美) 등 수많은 인기 성우가, 이 작품에서 데뷔하였다.
- 아키타 대학 애니메이션 제작 연구회가 1985년에 제작하고, 애니메이션 잡지 등에서 화제가 되고 있었던, 주제가 '단바인 날다'의 가사 바꿔 부르기에 맞춰서 농가의 모습이 그려진 패러디인 '농경사 콤바인'이라고 하는 작품이, 헤이세이 명물TV 미야케 히로시의 에비소리 거장천국의 제3회 (1991년 1월 26일 방영)로 방송되었다.
- 전 프로 레슬러 마에다 아키라 (前田日明)의 신일본 프로레스 재적 시, 입장 테마 곡으로 주제가인 '단바인 날다'의 인트로 리피트를 사용했다.

## 참고 문헌
- 선라이즈 감수 Bad Taste편 '성전사 단바인 대전' ISBN 4-575-29653-8
- '성전사 단바인 노스탤지어' 소프트뱅크 퍼블리싱 편

## 같이 보기
- 오라 머신 일람
- 성전사 전승 작탁의 기사
- 기동전사 건담 시리즈